# Serafín
Serafín (no Brasil: Serafim) é uma telenovela infantil mexicana, produzida por José Alberto Castro para a Televisa, e exibida pelo Canal de Las Estrellas entre 30 de agosto a 17 de dezembro de 1999, substituindo El niño que vino del mar e sendo substituída por Cuento de navidad. 
A trama foi protagonizada por Maribel Guardia, Eduardo Santamarina e Jordi Landeta e antagonizada por Enrique Rocha, Mónica Dossetti, Rafael Rojas, Alejandra Obregón e Guillermo García Cantú.

## Sinopse
Serafim é um anjo muito alegre e bondoso, mas com um pequeno defeito: é travesso. Um dia causou um grande problema e mandaram-no à Terra, onde deve aprender o que falta para se tornar um anjo da guarda. Ao chegar a cidade do México se assusta e como não sabe o que deve fazer, se esconde numa casa abandonada para pedir ajuda. Nesta mesma cidade vive Zezinho, com a mãe que é Carmem, uma mulher trabalhadora que luta para dar o melhor a seu filho; o avô Joaquim que cria uma série de invenções em seu laboratório com o objetivo de melhorar as condições da família, e o pai de Zezinho, Raul que não gosta dele e o trata mal.
Contudo, Zezinho é um menino feliz já que conta com um grupo de amigos: Guampi, Cachito, Pancho, Tomas, Risitas e Edy, eles tem um clube só frequentado por meninos, no qual Lulu sonha entrar e fazer parte, com Lupita, a irmã de Edy que deseja ser noiva de Guampi.Juntos vivem uma série de aventuras e são felizes até que chega para morar no bairro um homem misterioso que se instala com dois ajudantes numa casa abandonada. Seu objetivo é acabar com todos os anjos e meninos que atravessarem seu caminho, pois eles representam a inocência, a amizade e o amor.
Zezinho vai para uma nova escola onde conhece Xavier, um menino rico que apesar de toda a comodidade que há em sua casa, não é feliz, já que vive isolado, por causa dos ataques de asma que sofre. A única amiga de Xavier é Ana, com quem brinca as vezes, quando sua governanta Helga lhe dá permissão. Helga é muito rigorosa e não deixa Xavier fazer nada, mas suas intenções são outras: quer que o menino seja internado, para que ela possa ficar com a fortuna de Miguel, pai de Xavier. Miguel por excesso de trabalho não fica muito tempo com o menino, a quem ama demais. Ambos sentem falta de Rosália, mãe de Xavier que morreu há algum tempo  afogada na piscina.Chega o dia em que o destino une Zezinho e Serafim, que se tornam inseparáveis. Serafim vive em um quarto encantado na casa abandonada, com Côco, um abajour.

## Personagens

### Protagonistas
- Serafim: devido a suas travessuras no céu, foi enviado a terra para aprender a ser um anjo da guarda de verdade. A principio deve ficar invisível para os humanos, menos para quem ele deseja aparecer, como o menino Zezinho do qual tornara-se protetor e amigo.
- Zezinho (Jordy Landeta): filho de Carmem e Raul, é um menino sempre pronto para ajudar quem necessita. Sensível, terno e carinhoso, sofre com a rejeição do pai mas a amizade com os meninos do clubinho e do anjo Serafim lhe ajudarão a seguir o melhor caminho para o seu pequeno coração.
- Carmem (Maribel Guardia): mulher trabalhadora, incansável e lutadora. Casou-se apaixonada por Raul, mas com o passar do tempo deu-se conta de que ele é uma pessoa ruim a ponto de maltratá-la e rejeitar Zezinho. Torna-se decepcionada com o amor dos homens até conhecer Miguel.
- Miguel (Eduardo Santamarina): é dono de um consórcio. Vive e trabalha para seu filho Javier com quem não pode estar muito tempo, confiando cegamente nos cuidados de Helga. Busca superar a morte da esposa quando reencontra o amor ao lado de Carmem.
- Dom Joaquim (Miguel Pizarro): pai de Carmem e avô de Zezinho, sempre quis inventar máquinas sofisticadas para transformar a vida mais cômoda e divertida para todos. Simpático e de nobre coração, não desiste dos seus inventos.
- Javier (Sergio Guerrero): filho de Miguel, é um menino tristonho e tímido que fica boa parte do tempo com sua governanta Helga e sofre por estar sempre doente e não poder brincar como as outras crianças até conhecer Serafim e Zezinho. Juntos buscarão unir Carmem e Miguel para serem felizes de verdade.
- Ana (Mariana Botas): vizinha de Javier, é uma garotinha contrariada com seus pais, pois sempre estão de viagem e imagina que eles não a amam. Vive e adora sua avó que lhe mima bastante e lhe ensina a adicionar otimismo na vida dos demais, em especial a Javier.

### Antagonistas
- Lucio (Enrique Rocha): Um enviado do diabo descobre que Serafim chegou a terra e deseja destruí-lo para impedir o triunfo do bem e o regresso do anjinho ao céu. Sua missão é exterminar todos os anjos e a inocência dos meninos e o amor da face da Terra.
- Raul (Guillermo Garcia  Cantú): marido de Carmem e pai de Zezinho, apenas o dinheiro lhe interessa. Usa de meios desonestos para conseguir o que quer e não suporta sua esposa e seu filho. Grande esbanjador; passa a ser aliado de Lúcio para destruir a bondade por dinheiro.
- Helga (Alexandra Obregón): governanta, finge possuir ascendência alemã para trabalhar. É apaixonada por Miguel mas odeia o menino Javier por ser o centro das atenções do pai. Tratará a todo custo de manter o pequeno doente e afastado num colégio interno para ficar com Miguel e toda sua fortuna. Por suas ambições, ela também fica do lado de Lucio.
- Enrique (Rafael Rojas): suposto melhor amigo de Miguel, mas na realidade sente inveja e rancor por ele pertencer a uma classe social superior a sua. Homem amoral e sem sentimentos, deseja ser milionário e conquistar toda mulher que passar por seu caminho.

### Objetos mágicos
- Dom Baú (Germán Robles): o baú mais antigo da casa, portanto considera a si mesmo como rei e os outros objetos como seus súditos. Chega a rugir para assustar e impor respeito aos demais, mas na verdade é inseguro e guarda consigo toda a quantidade de lembranças, conselhos e historias que se possa imaginar.
- Thinker, o sábio (Pedro Armendáriz): o mais importante dos objetos depois de Dom Baú, é o conselheiro oficial do quarto encantado. Sua missão é aconselhar e cuidar do desenvolvimento de Serafín durante a aventura. Além de ajudar os demais objetos e crianças, sempre compartilha conhecimentos para promover a paz e a importância do amor, tornando-se grande mediador e conciliador de todos.
- Coco, o abajur francês (Evita Muñoz "Chachita"): vinda de Paris, gosta de recordar sua cidade natal e manter os costumes e gestos franceses; e possui uma irma gêmea chamada Gigi que está aprisionada na casa de Lúcio.
- Tacho, o caminhão de brinquedo (Polo Ortín): caminhão de brinquedo único e original. Essencialmente otimista e compreensivo quanto as razões e motivações dos demais para fazer as co0isas. As vezes sente saudade dos tempos em que chefiava construções de castelos de areia e peças de montar, mas crê que com uma boa limpeza estará pronto para trabalhar da melhor forma possível.
- Dimitri, o cabideiro: é o velho cabideiro que vive no quarto encantado de Serafim. Feito de madeira, adota a personalidade de cada roupa que lhe penduram. Não fala, mas se expressa com movimentos corporais ou colocando-se em cima de algo que signifique o que pretende dizer.
- Pomín (Jorge Van Rankin): é um sifão muito simpático, curioso e otimista. A principio vivia no terreno baldio onde ficava o clube dos meninos mas ao ser descoberto por Serafim e Zezinho, passa a viver no quarto encantado onde se alegra ao conhecer outros objetos mágicos como ele.
- Krako (Patricio Castillo): Um gárgula de pedra e mascote de Lúcio que ganha vida apenas para ser visto pelo vilão, aconselhando-o em suas maldades. Tornando-se invisível, vigia e ataca a todos que tentam entrar na casa.

## Elenco
- Maribel Guardia .... Carmen
- Eduardo Santamarina .... Miguel
- Jordi Landeta .... Pepe
- María Fernanda Morales .... Serafín (Serafim) (Voz)
- Jorge Arizmendi .... Pancho
- Pedro Armendáriz Jr. .... Thinker (voz)
- Mariana Botas .... Ana
- Patricio Castillo .... Krako (voz)
- Mónica Dossetti .... Edith
- Consuelo Duval .... Lupe
- Miguel Galván .... Roque
- Guillermo García Cantú .... Raúl
- Sergio Guerrero .... Javier
- José Roberto Lozano .... Edy
- Paulina Martell .... Lulú
- Alejandra Meyer .... Felícitas
- Carmen Montejo .... Gigi (voz)
- Evita Muñoz 'Chachita'.... Coco (voz)
- Alejandra Obregón.... Helga
- Polo Ortín .... Tacho (voz)
- Miguel Pizarro .... Joaquín
- Eduardo Rivera .... Juancho
- Enrique Rocha .... Lucio
- Eduardo Rodríguez .... Bernal
- Rafael Rojas .... Enrique
- Germán Robles .... Don Raúl (voz)
- Yurem Rojas .... Cachito
- Jessica Salazar .... Marcela
- Eduardo Vaughan .... Guampi
- Julio Vega .... Aníbal
- Luis Xavier .... David
- Horacio Almada .... Lombardo
- Manuel Benítez .... Lalo
- Andres Bonfiglio .... Chaparro
- Alvaro Cascano .... Evelio
- Maria Alicia Delgado .... Cachita
- Sergio de Fassio .... Reintegro
- Javier Herranz .... Dany
- Alicia Montoya .... Cruz
- Maria Morena .... Cecilia
- Juan Carlos "El Borrego" Nava .... Calixto Meneses
- Arlette Pacheco .... Raquel
- Rosita Pelayo .... Sandy
- Ana Luisa Peluffo .... Abuela Esther
- Aida Pierce .... Barbara
- Isaac Castro ... –

## Exibição no Brasil
No Brasil foi exibida pelo SBT de 9 de abril a 10 de julho de 2001 em 67 capitulos, substituindo Gotinha de amor e sendo substituída por Carinha de anjo. Apesar de manter o mesmo sucesso das antecessoras nunca foi reprisada.

## Curiosidades
- Serafín foi a primeira telenovela da Televisa a utilizar animação digital.[3]
- A trama fez tanto sucesso no México que ganhou um telefilme intitulado Serafín: La Película.[3]
- Apesar do seu sucesso, a novela também foi alvo de duas polêmicas: a primeira foi em relação ao vilão Lucio, interpretado por Enrique Rocha, que era associado com o diabo, uma das figuras consideradas ruins no cristianismo. A segunda polêmica foi uma acusação de plágio, já que a escritora Patrícia Romani abriu um processo judicial contra a Televisa por atestar que a novela era uma cópia de sua obra Más Alá del Amor Existe la Fé.[3]
- Misteriosamente, todos os capítulos da novela se tornaram lost media, sobrando apenas a abertura, os créditos finais e o telefilme pela internet, não estando disponíveis nem mesmo no acervo da Televisa, o que ocasionou em uma das poucas novelas infantis a nunca ganhar uma reprise no Las Estrellas, TlNovelas, nas mídias da Univisión e muito menos no SBT.[3]